# Dream Horse
Dream Horse è un film del 2020 diretto da Euros Lyn.

## Trama
Tratta dalla storia vera di Dream Alliance, un improbabile cavallo da corsa allevato dalla barista Jan Vokes. Con pochissima esperienza cercherà di convincere i suoi amici a investire i loro piccoli guadagni per cercare di aiutarla a farlo crescere.

## Distribuzione
Il film è stato distribuito nelle sale cinematografiche italiane a partire dal 1 luglio 2021.